# Vasaloppet 30
Vasaloppet 30 (tidigare Kortvasan) är en längdskidåkningstävling som ingår i Vasaloppets organisation och Vasaloppsveckan. Startplatsen är i Oxberg.
Sträckan i Vasaloppet 30 är 30 kilometer och alla från 12 år kan delta. Som mest kan 10 000 åkare starta i loppet. Åktekniken är, precis som alla andra skidlopp i Vasaloppsveckan, i klassisk stil. 
Loppet hade premiär 1997.

### Fotnoter
1. ↑  ”Nu är 60 000 anmälda till Vasaloppets vintervecka 2012”. Vasaloppet. 24 januari 2012. Arkiverad från originalet den 22 februari 2014. https://web.archive.org/web/20140222032907/http://www.vasaloppet.se/wps/wcm/connect/se/vasaloppet/start/nyheter/senaste/nyhet_nu_ar_60000_anmalda_120124. Läst 3 mars 2012.